# Onthophagus mundill
Onthophagus mundill là một loài bọ cánh cứng trong họ Bọ hung (Scarabaeidae).